# Ludwig Wendemuth

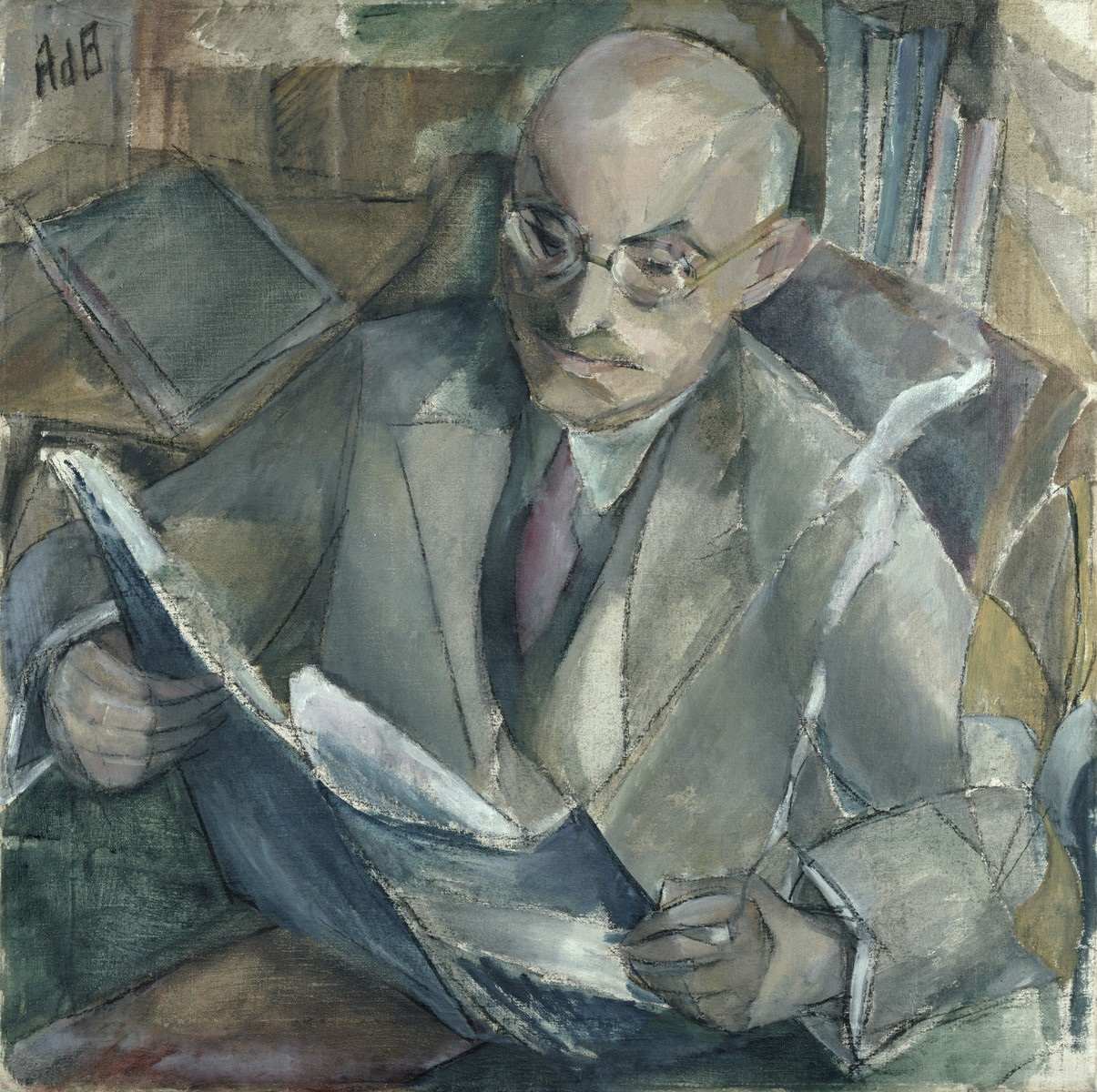
Ludwig Wendemuth, Porträt von Alma del Banco (etwa 1922)

Georg Ludwig Wendemuth (* 8. August 1860 in Kassel; † 22. September 1929 in Hamburg) war ein deutscher Wasserbauingenieur und Baubeamter. Als Baurat bzw. städtischer Oberbaudirektor hatte er Anfang des 20. Jahrhunderts wesentlichen Einfluss auf den Ausbau des Hamburger Hafens. Das bekannteste unter seiner Leitung entstandene Bauwerk ist der St. Pauli-Elbtunnel.

## Leben
Ludwig Wendemuth kam 1860 in Kassel im Kurfürstentum Hessen zur Welt. Nach technischer Ausbildung und ersten praktischen Tätigkeiten zog er 1882 nach Hamburg. Zu jener Zeit begannen dort umfangreiche Hafenbauten, nachdem die Hansestadt einen Staatsvertrag mit dem Deutschen Reich über den Zollanschluss Hamburgs geschlossen hatte. Bereits am 4. Januar 1884 trat Wendemuth der städtischen Wasserbaudirektion bei und erhielt drei Jahre später eine Stelle als Wasserbaukondukteur. 1892 wurde er Vorstand der Bauabteilung linkselblicher Häfen und nach fünf Jahren als Wasserbauinspektor in die Hauptverwaltung zurückberufen, wo er das Hafenbaudezernat übernahm. 1901 folgte die Ernennung zum ständigen Vertreter des Wasserbaudirektors.

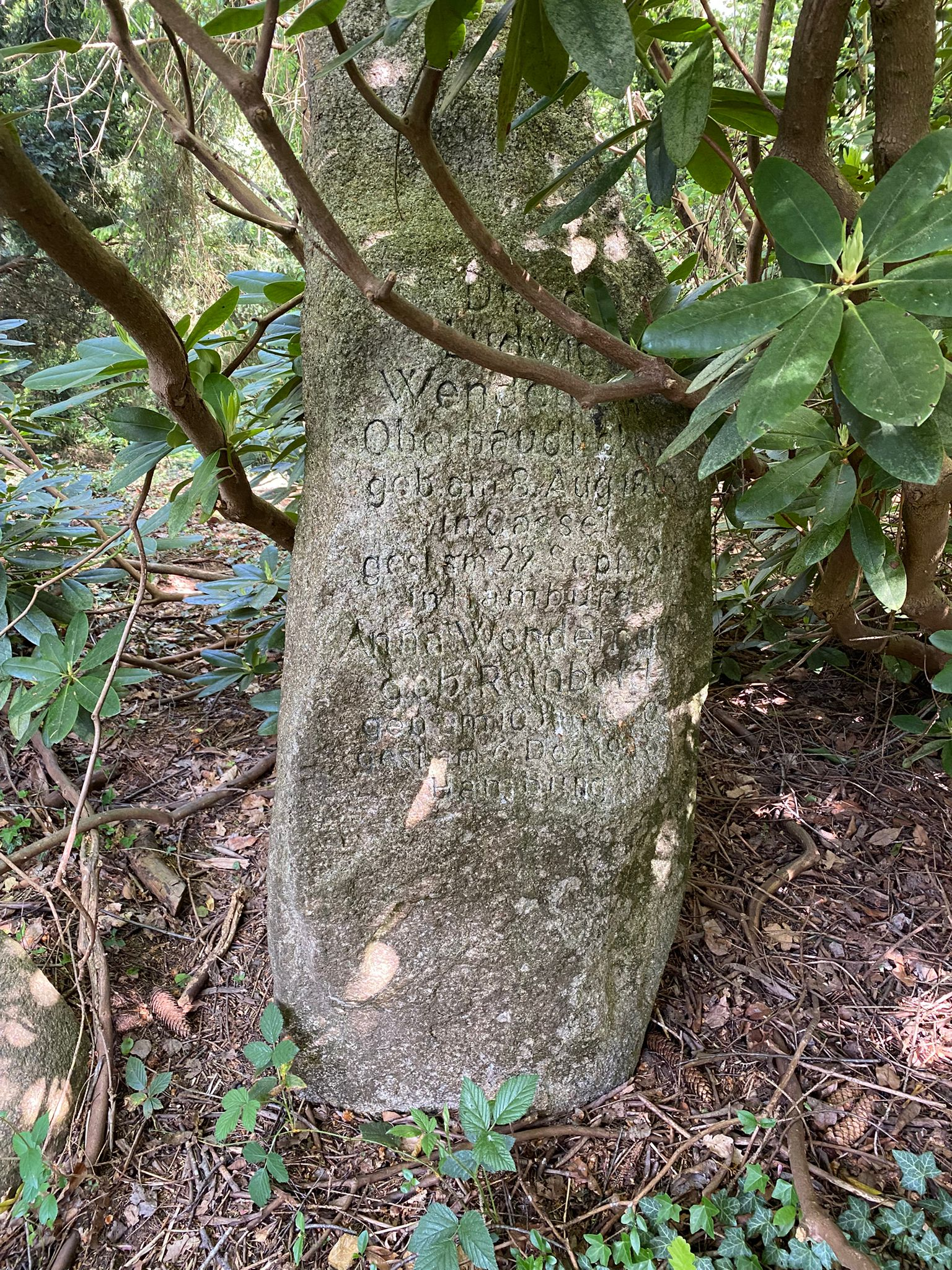
Grabstätte auf dem Friedhof Ohlsdorf

1903 wurde der gebürtige Hamburger Johann Friedrich Bubendey von der Technischen Hochschule Charlottenburg als Wasserbaudirektor zurück in seine Heimatstadt berufen und somit Wendemuths Vorgesetzter. Die beiden arbeiteten in den folgenden Jahren bei zahlreichen Hafenerweiterungen zusammen, ehe der Erste Weltkrieg diesen ein vorläufiges Ende bereitete. Nach Bubendeys Tod übertrug der Senat Wendemuth die Leitung des gesamten Strom- und Hafenbaus. 1921 wurde er Oberbaudirektor und aufgrund seiner „hervorragenden Fachkenntnisse“ auch über das 65. Lebensjahr hinaus durch den Senat in diesem Amt bestätigt. Gemeinsam mit Walter Böttcher veröffentlichte er 1928 die Monografie Der Hafen von Hamburg, die nach seinem Tod erneut aufgelegt wurde.
Mitte Dezember 1928 beantragte Wendemuth aus gesundheitlichen Gründen einen längeren Urlaub. Nachdem sich sein Zustand auch durch einen Kuraufenthalt im Harz nicht gebessert hatte, beantragte der 68-Jährige im März des folgenden Jahres seine Versetzung in den Ruhestand für Ende Juni. Laut einem Bericht der Hamburger Nachrichten kursierte außerdem das Gerücht, eine „Meinungsverschiedenheit mit dem Präses der Baubehörde, Wilhelm Burchard-Motz“, habe zu dem Rücktritt beigetragen. Da Burchard-Motz jedoch der Deputation für Handel, Schifffahrt und Gewerbe und nicht der Baubehörde vorstand, bezweifelten bereits zeitgenössische Medien den Wahrheitsgehalt dieser Behauptung. Lediglich drei Monate nach seiner Pensionierung erlag Ludwig Wendemuth im Alter von 69 Jahren einem Schlaganfall. Er hinterließ seine Frau Anna, zwei Söhne, eine Tochter und zwei Enkelkinder und wurde in der Nähe von Kapelle 8 auf dem Friedhof Ohlsdorf beigesetzt. Die Grabstätte im Planquadrat AE 7 ist heute verwaist.

## Vermächtnis

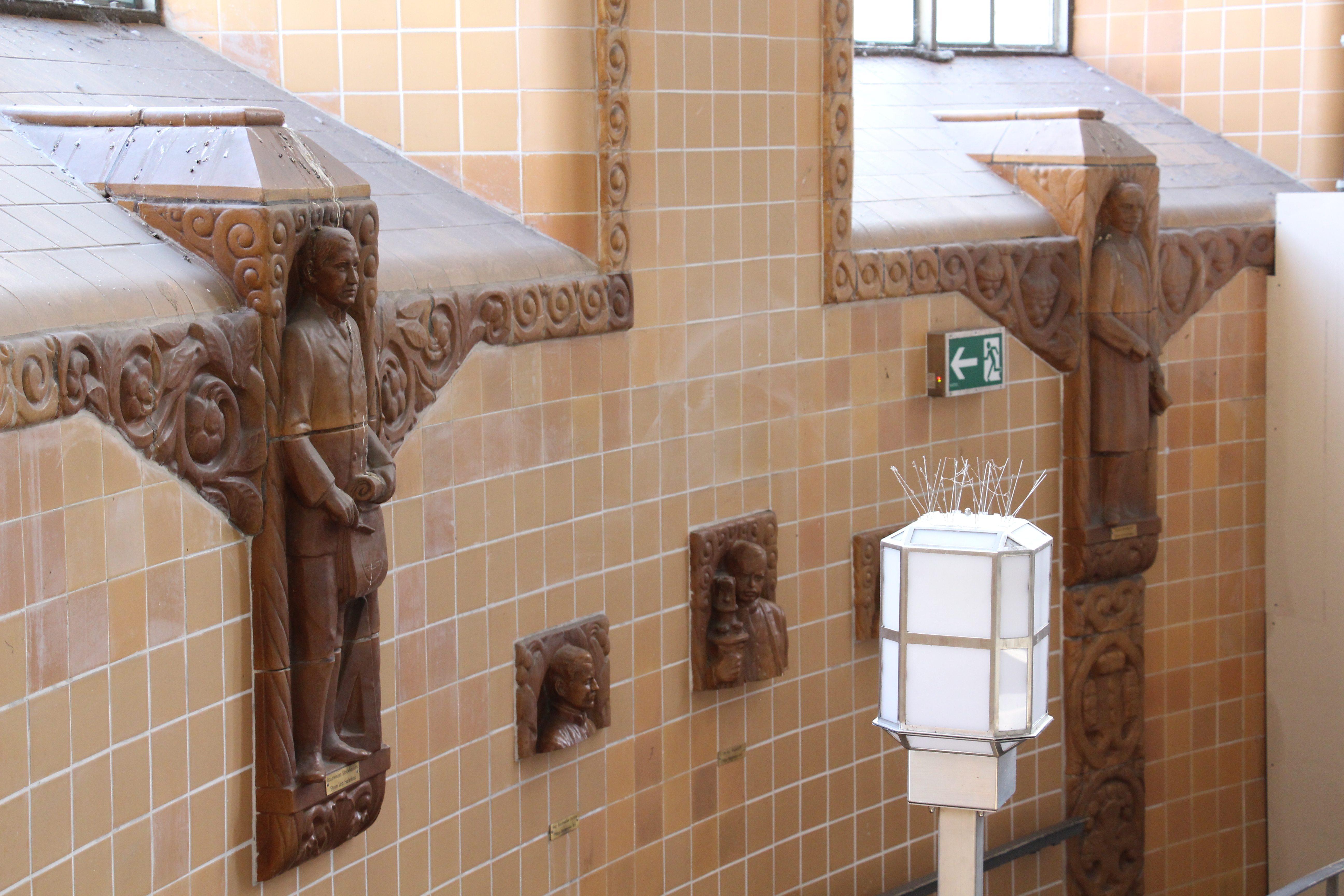
Relieffiguren von Baumeister Stockhausen und Baurat Wendemuth (rechts) beim Abgang in den St.-Pauli-Elbtunnel

Ein Nachruf in der Deutschen Allgemeinen Zeitung nannte Oberbaudirektor Ludwig Wendemuth „einen der verdienstvollsten Hafenbaumeister Hamburgs“, unter dessen Leitung alle nach dem Zollanschluss notwendigen Hafenbauten durchgeführt worden seien. Neben der Errichtung von Kaimauern und Hellingen zur Gewinnung neuer Schiffsliegeplätze und dem Bau von Werften, etwa im Gebiet Roß-Ellerholz, fielen auch die Ausgestaltung der St. Pauli-Landungsbrücken und der Elbtunnelbau in seine langjährige Amtszeit. Wendemuths Name bleibt vor allem mit dem 1911 eröffneten Tunnel verbunden, den er selbst vorschlug und nach Glasgower Vorbild konzipierte. Anlagen für den überseeischen Passagierverkehr und die Seefischerei in Cuxhaven entstanden ebenso unter seiner Verantwortung.
Noch zu Lebzeiten wurden Wendemuth zahlreiche Ehrungen zuteil. 1921 verlieh ihm die Technische Hochschule Hannover „in Anerkennung seiner hervorragenden Verdienste um die Entwicklung des Hamburger Hafens und die konstruktive Durchbildung seiner Bauwerke“ die Ehrendoktorwürde (als Dr.-Ing. E. h.). Als Mitbegründer der Hafenbautechnischen Gesellschaft verlieh ihm die Hochschulgemeinschaft Hannover für seinen „Beitrag, den Ruf deutschen technischen Könnens in der Welt zu festigen“ die Karmarsch-Denkmünze. Außerdem war er Vorstandsmitglied des Deutschen Museums in München und außerordentliches Mitglied der Preußischen Akademie des Bauwesens. In seiner Wahlheimat Hamburg ging die Wertschätzung so weit, dass Senat und Bürgerschaft ihm ab 1925 das Diensteinkommen eines Staatsrates zuerkannten.
In Hamburg-Steinwerder trägt der Wendemuthkai auf dem Werksgelände von Blohm + Voss seit 1958 den Namen von Ludwig Wendemuth.

## Auszeichnungen
- 1921: Ehrendoktorwürde der Technischen Hochschule Hannover
- 1923: Außerordentliches Mitglied der Preußischen Akademie des Bauwesens
- 1928: Karmarsch-Denkmünze